# Juan Carlos Soto
Juan Carlos Soto Swett (Papudo, Región de Valparaíso, Chile, 2 de julio de 1994) es un futbolista chileno. Juega de defensa y actualmente está sin club.

## Trayectoria
A los doce años comenzó jugando de manera amateur en el Club Miraflores y en el Club Unión Católica de Papudo para luego a los quince probarse en Santiago Wanderers, quedando seleccionado. Daría  el salto al primer equipo de la mano de Ivo Basay durante la Copa Chile 2012/13 en la derrota de su equipo frente a Santiago Morning ingresando en el segundo tiempo por Roberto Saldías.
Tras su debut permanecería en el plantel sin jugar pero participando constantemente en los torneos de divisiones inferiores, pasando además de ser un delantero a jugar como defensa, hasta el Clausura 2016 donde retornaría a las citaciones de mano de Alfredo Arias volviendo a participar en el primer equipo, situación que se mantendría en los siguientes campeonatos, incluyendo en la Copa Chile 2017, campeonato que obtendría su club.

## Estadísticas

### Clubes
| Club                       | Div.          | Temporada     | Liga  | Liga  | Copas nacionales | Copas nacionales | Torneos internacionales | Torneos internacionales | Total | Total |
| Club                       | Div.          | Temporada     | Part. | Goles | Part.            | Goles            | Part.                   | Goles                   | Part. | Goles |
| -------------------------- | ------------- | ------------- | ----- | ----- | ---------------- | ---------------- | ----------------------- | ----------------------- | ----- | ----- |
| Santiago Wanderers · Chile | 1ª            | 2012          | —     | —     | 2                | 0                | —                       | —                       | 2     | 0     |
| Santiago Wanderers · Chile | 1ª            | 2013          | —     | —     | —                | —                | —                       | —                       | 0     | 0     |
| Santiago Wanderers · Chile | 1ª            | 2013-14       | —     | —     | —                | —                | —                       | —                       | 0     | 0     |
| Santiago Wanderers · Chile | 1ª            | 2014-15       | —     | —     | —                | —                | —                       | —                       | 0     | 0     |
| Santiago Wanderers · Chile | 1ª            | 2015-16       | 4     | 0     | —                | —                | —                       | —                       | 4     | 0     |
| Santiago Wanderers · Chile | 1ª            | 2016-17       | 16    | 0     | 1                | 0                | —                       | —                       | 17    | 0     |
| Santiago Wanderers · Chile | 1ª            | 2017          | 3     | 0     | 3                | 0                | —                       | —                       | 6     | 0     |
| Santiago Wanderers · Chile | 2ª            | 2018          | 16    | 0     | 1                | 0                | 4                       | 0                       | 21    | 0     |
| Santiago Wanderers · Chile | 2ª            | 2019          | 7     | 0     | —                | —                | —                       | —                       | 7     | 0     |
| Santiago Wanderers · Chile | 1ª            | 2020          | 0     | 0     | —                | —                | —                       | —                       | 0     | 0     |
| Santiago Wanderers · Chile | 1ª            | 2021          | 0     | 0     | —                | —                | —                       | —                       | 0     | 0     |
| Santiago Wanderers · Chile | Total club    | Total club    | 46    | 0     | 7                | 0                | 4                       | 0                       | 57    | 0     |
| Cobreloa · Chile           | 2.ª           | 2022          | 28    | 2     | 7                | 7                | —                       | —                       |       | 0     |
| Cobreloa · Chile           | 2.ª           | 2023          | 9     | 0     | —                | —                | —                       | —                       | 0     | 0     |
| Cobreloa · Chile           | 1.ª           | 2024          | 4     | 0     | —                | —                | —                       | —                       | 0     | 0     |
| Cobreloa · Chile           | Total club    | Total club    | 0     | 0     | 0                | 0                | 0                       | 0                       | 0     | 0     |
| Total carrera              | Total carrera | Total carrera | 46    | 0     | 7                | 0                | 4                       | 0                       | 57    | 0     |
| 1. 2. 3.                   |               |               |       |       |                  |                  |                         |                         |       |       |

### Resumen estadístico
| Competición               | Partidos | Goles |
| ------------------------- | -------- | ----- |
| Primera División de Chile | 23       | 0     |
| Primera B de Chile        | 23       | 0     |
| Copa Chile                | 6        | 0     |
| Supercopa de Chile        | 1        | 0     |
| Copa Libertadores         | 4        | 0     |
| Total                     | 57       | 0     |

## Palmarés

### Títulos nacionales
| Título     | Club               | País  | Año  |
| ---------- | ------------------ | ----- | ---- |
| Copa Chile | Santiago Wanderers | Chile | 2017 |
| Primera B  | Santiago Wanderers | Chile | 2019 |
| Primera B  | Cobreloa           | Chile | 2023 |

### Distinciones individuales
| Distinción                 | Año  |
| -------------------------- | ---- |
| Medalla Cruce de Los Andes | 2017 |